# 北東航空軍団
北東航空軍団（ほくとうこうくうぐんだん Northeast Air Command,NEAC）はかつてアメリカ空軍に存在した組織。主要軍団レベルの組織であり、冷戦期においてソ連の攻撃に対する早期警戒および防空任務を負っていた。
前身は1941年1月15日に設立されたアメリカ陸軍航空隊ニューファンドランド基地軍団(Newfoundland Base Command)である。1940年にアメリカ合衆国はイギリスに旧式駆逐艦を貸与する代わりにニューファンドランド島などの基地使用権を得た。これらの基地を利用し、アメリカ大陸北東部の哨戒任務を開始したのが始まりである。第二次世界大戦中は対潜哨戒を主任務とし、大西洋の戦いに参加している。冷戦期の1950年10月1日に北東航空軍団(Northeast Air Command)に改編、主要軍団組織となった。NEACは迎撃機を主体とし、グリーンランドも含むアメリカ大陸北東部において、ソ連の爆撃機に対する早期警戒および要撃任務を主としていた。1957年に戦力の再編制により、戦力は防空軍団および戦略航空軍団に移管、防空任務は防空軍団が引き継がれ、北東航空軍団は廃止された。

## 系譜
- 1941年1月15日：ニューファンドランド基地軍団(Newfoundland Base Command)設立
- 1941年9月1日：グリーンランド基地軍団(Greenland Base Command)設立
- 1945年9月1日：グリーンランド基地軍団をニューファンドランド基地軍団傘下の組織に再編
- 1950年10月1日：ニューファンドランド基地軍団を北東航空軍団(Northeast Air Command)に改編
- 1950年10月19日：グリーンランド基地軍団の廃止
- 1957年4月1日：北東航空軍団の廃止